# Пісочник довгоногий
Пісочник довгоногий (Charadrius veredus) — вид сивкоподібних птахів родини Сивкові (Charadriidae).

## Поширення
Птах поширений у Монголії, на південному сході Китаю та Далекому Сході Росії. На зимівлю мігрує через Східний Китай і Південно-Східну Азію до Індонезії та Північної Австралії, зрідка до Нової Гвінеї.